# Magda Szabó
Magda Szabó (n. 5 octombrie 1917, Debrețin – d. 19 noiembrie 2007, Kerepes) a fost o scriitoare maghiară din Ungaria.
Provenind dintr-o familie burgheză și nevrând să se conformeze ideologiei comuniste, a putut publica mai întâi numai până la instaurarea regimului comunist, apoi din nou abia începând cu 1957. A devenit una dintre cele mai populare și apreciate dintre scriitorii maghiari, și printre cei mai traduși în afara Ungariei.

## Biografia
Magda Szabó s-a născut într-o familie cultă din marea burghezie de religie reformată. Mama ei era pianistă, iar tatăl judecător. A frecventat timp de 12 ani o unitate de învățământ din Debrețin a Bisericii reformate, unde a obținut diploma de bacalaureat în 1935. Și-a continuat studiile la Universitatea din Debrețin, terminându-le în 1940 cu diploma în specialitățile limba maghiară și limba latină, precum și cu doctoratul în filologie. A început să predea în același an, timp de doi ani la fosta ei școală, apoi trei ani la un liceu reformat de fete din Hódmezővásárhely.

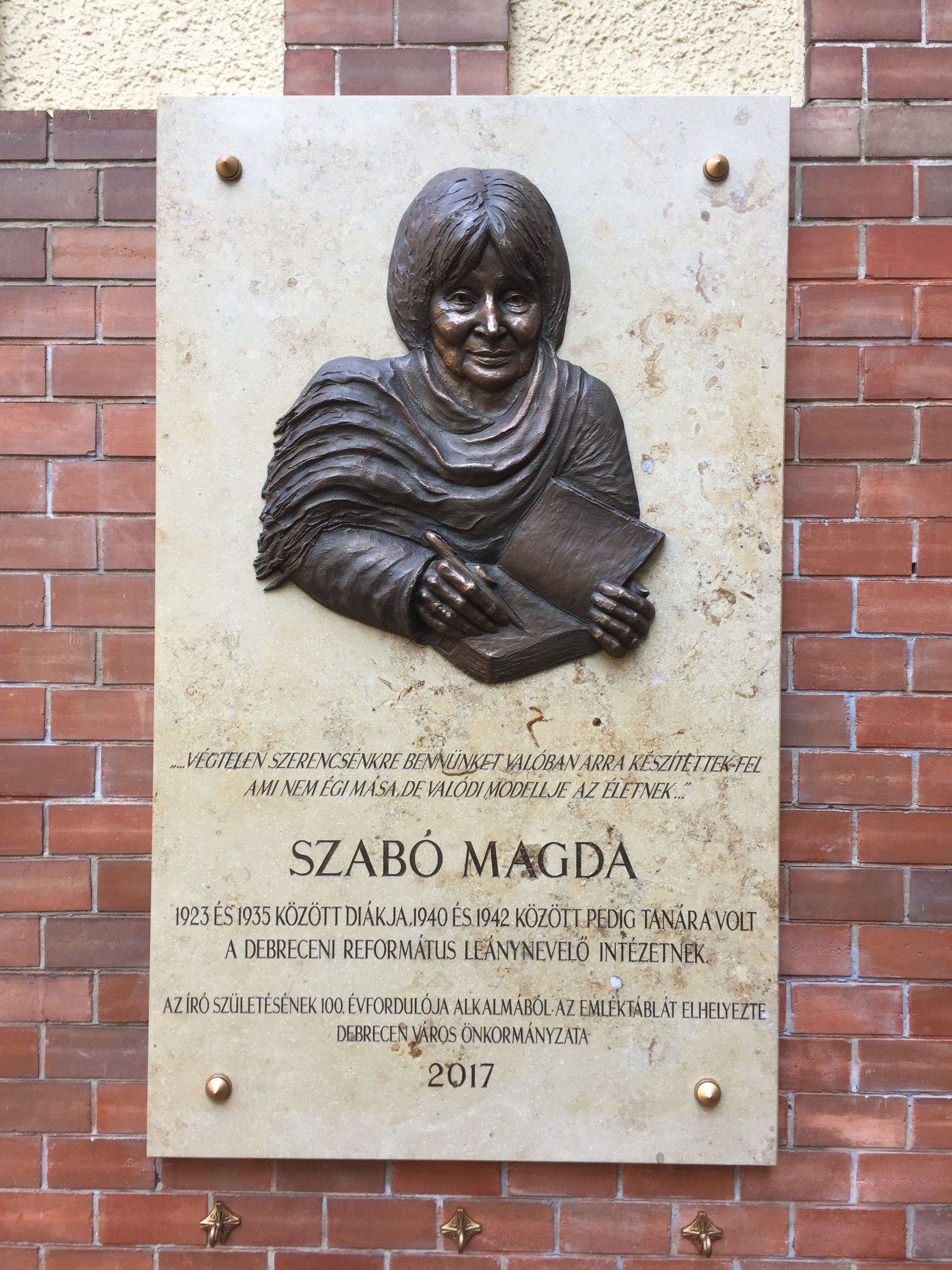
Placă comemorativă a Magdei Szabó la fosta ei școală din Debrețin

În 1945 a început să lucreze ca funcționară la Ministerul cultelor și al învățământului public. În acel an, ocuparea Ungariei de către Armata roșie a pus capăt ocupației germane și a favorizat luarea treptată a puterii de către comuniști, care s-a încheiat în 1948-1949.
Magda Szabó s-a căsătorit în 1947 cu scriitorul Tibor Szobotka (1913-1982), soțul ei până la moartea acestuia. În același an a apărut primul ei volum, placheta de versuri Bárány (Mielul). În 1949 a urmat un nou volum de versuri, Vissza az emberig (Înapoi până la om), distins cu Premiul Baumgarten, care i-a fost retras imediat. În același an a fost și concediată de la minister.
Scriitoarea nu a mai putut publica. A lucrat ca profesoară în ciclul corespunzător celui gimnazial din România al unei școli din Budapesta. Făcea parte dintr-un cerc de scriitori disidenți grupați mai înainte în jurul revistei literare Újhold (Lună nouă), care își încetase apariția în 1948. Aceștia juraseră să refuze categoric orice comandă literară din partea regimului și chiar să nu aibă copii, pentru ca regimul să nu aibă niciun mijloc de presiune asupra lor.
I s-a permis să publice începând cu 1957, mai întâi două cărți pentru copii. Condițiile politice devenind ceva mai suple, scriitorii nu mai erau obligați să se aservească ideologic. Magda Szabó a putut continua cu două romane, Freskó (Frescă) (1958) și Az őz (Căprioara) (1959), a căror publicare a început să o facă cunoscută și apreciată de public și de critica literară. În 1959 a renunțat la profesorat și a devenit scriitoare liber profesionistă, publicând numeroase romane, scrieri autobiografice, nuvele, cărți pentru copii, piese de teatru, eseuri etc..
În anii 1960, operele sale au început să fie traduse, atât în Blocul comunist, cât și în Occident, primele în 1961, în limbile cehă și slovacă. În 1962, Căprioara a avut prima sa ediție în Franța.
Premiile literare n-au întârziat. A obținut Premiul Attila József de două ori, în 1957 și 1972, apoi Premiul Kossuth, cel mai prestigios din Ungaria, în 1978. În afara Ungariei, cel mai important a fost Premiul Femina (Franța), primit în 2003.
Scriitoarea a fost tot timpul vieții credincioasă și fidelă Bisericii reformate. Între 1985 și 1990 a fost chiar prima femeie cu o funcție în organismele laice ale bisericii.
După schimbarea de regim din 1989, popularitatea și aprecierea Magdei Szabó au crescut și mai mult, atât în Ungaria, cât și în afara ei. A intrat în rândul scriitorilor maghiari cei mai traduși.
Magda Szabó este membră fondatoare a Academiei Literare Digitale a Muzeului Literar „Petőfi”, care îi publică cu acces liber majoritatea operelor.
Scriitoarea a decedat la vârsta de 90 de ani, acasă la ea, în timp ce citea o carte.

## Generalități despre operă

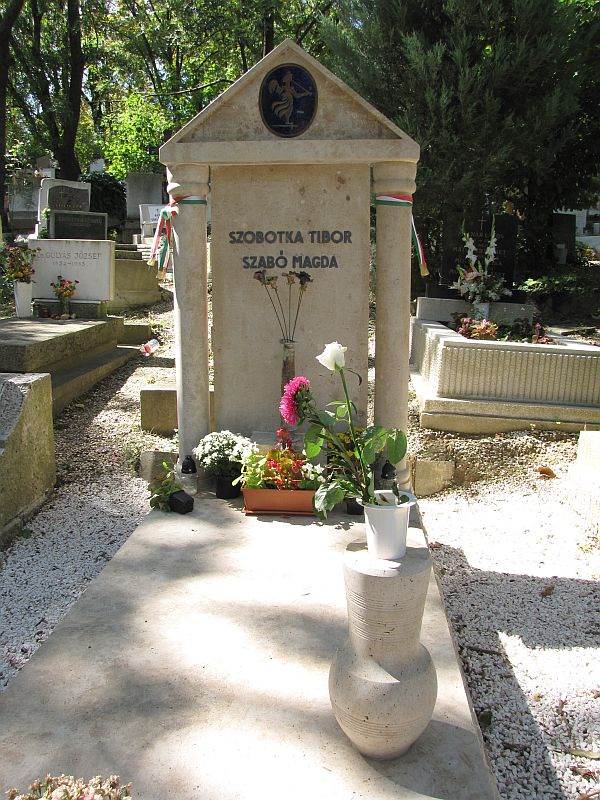
Mormântul Magdei Szabó și al soțului ei

Magda Szabó s-a afirmat încă din adolescență ca o ființă nesupusă, inteligentă, dotată cu un talent literar precoce și cu originalitate, care se manifesta deja prin aptitudinea de a deplasa centrul de greutate al unei narațiuni către aspectul cel mai neașteptat. Profesorul ei de științele naturii este cel care a încurajat-o să scrie, prezicându-i că va deveni scriitoare când avea abia 11 ani.
Scrierile sale autobiografice aduc mărturie nu numai despre influențele care au acționat în copilăria ei asupra viziunii sale creatoare, ci și, în mod sugestiv și cu valoare de documente de epocă, despre trecutul și viața cotidiană a orașului ei natal, Debrețin.
În romanele sale, Magda Szabó își formează personajele caracteristice folosind și tradițiile romanului psihologic. Unul din primele sale romane, Căprioara, dovedește deja felul în care stăpânește procedeul monologului interior. În cadrul unui triunghi bărbat – soție – amantă, în care se leagă relații devenite complexe prin ură și gelozie, monologul uneia din protagoniste este în același timp o declarație de dragoste plină de reproșuri, o confesiune personală și o adâncire în copilărie, întoarcerea spre trecut fiind și o critică voalată a regimului. În romanul Pilátus (Pilat) (1963), scriitoarea explorează simțirile negative ale unei femei de la țară adusă în capitală de fiica ei medic. Romanul Katalin utca (Strada Katalin) (1968) analizează tulburarea locuitorilor de pe o stradă din Budapesta, provocată de dispariția unei femei tinere în timpul războiului.
Abigél (Abigel) (1970) este nu numai un roman pentru tineret. Atmosfera unui liceu-internat pentru adolescente, care amintește de fosta școală a scriitoarei, este însoțită de întorsături dramatice, dar și de umor. În plus, romanul se remarcă prin profunzimea psihologică cu care urmărește evoluția unei adolescente de la o etapă în care este răsfățată, încăpățânată, individualistă, cu un oarecare complex de superioritate, la alta, în care devine o tânără matură, care îi înțelege și îi acceptă pe alții, ajungând chiar să acționeze cu simțul răspunderii pentru a ajuta. Este opera cea mai populară a scriitoarei în Ungaria, inclusiv în secolul al XXI-lea. Într-un sondaj numit A Nagy Könyv (Cartea cea mare), organizat în 2005 pe modelul lui The Big Read al BBC, a ocupat locul 3 din 100. Însăși scriitoarea a scris din el un scenariu pentru un serial de televiziune prezentat în 1978, care a fost concentrat într-un film de cinema în două părți, în 1985. Romanul a mai fost și baza unui musical (2008), precum și al unei piese de teatru (2012).
Romanul cel mai cunoscut al scriitoare în afara Ungariei este Az ajtó (Ușa) (1987). Urmează o schemă literară tradițională, fiind o carte în mare măsură autobiografică, în care autoarea se exprimă la persoana I, folosind prenumele ei și al soțului său. Inversează punctul de vedere obișnuit. Personajul scriitoare este fascinat de enigmatica Emerenc, femeia care se ocupă de gospodăria ei. Între ele se creează o relație complexă și o dependență cu consecințe psihice dramatice. Pe măsura evoluției acestei relații, scriitoarea pătrunde treptat misterele celeilalte femei. István Szabó a realizat din acest roman filmul Ușa, în 2012, cu Helen Mirren în rolul lui Emerenc.

## Principalele opere
- 1957 – Ki hol lakik? (Cine unde locuiește?) (poezie pentru copii)[18]
- 1958 – Bárány Boldizsár (Mielul Boldizsár) (basm)
  - – Freskó (Frescă) (roman)
  - – Mondják meg Zsófikának (Spuneți-i Zsófiei) (roman)
  - – Neszek (Zgomote ușoare) (versuri)
- 1959 – Az őz (Căprioara) (roman)
  - – Vörös tinta (Cerneală roșie) (scenariu de cinema)
  - – Sziget-kék (Albastru de insulă) (basm)
- 1960 – Disznótor (Pomana porcului) (roman)
  - – Kígyómarás (Mușcătură de șarpe) (piesă de teatru)
- 1962 – Születésnap (Ziua de naștere) (roman)
- 1963 – Pilátus (Pilat) (roman)
- 1964 – A Danaida (Danaida) (roman)
- 1965 – Hullámok kergetése (Alergarea după valuri) (note de călătorie)
  - – Tündér Lala (Lala, prințul zânelor) (basm)
- 1966 – Eleven képét a világnak (O imagine vie a lumii) (piese de teatru și radiofonice)
  - – Fanni hagyományai (Tradițiile lui Fanni) (piesă de teatru)
- 1967 – Mózes egy, huszonkettő (Moise unu, douăzeci și doi) (roman)
  - – Alvók futása (Alergarea celor care dorm) (nuvele)
- 1968 – Zeusz küszöbén (Pe pragul lui Zeus) (note de călătorie)
  - – Katalin utca (Strada Katalin) (roman)
- 1970 – Ókút (Fântâna cea veche) (roman autobiografic)
  - – Abigél (Abigel) (roman)
- 1971 – Kiálts, város! (Strigă, orașule!) (piesă de teatru)
- 1973 – A szemlélők (Contemplatorii) (roman)
- 1975 – Az órák és a farkasok (Orele și lupii) (piesă de teatru)
- 1976 – Az a szép, fényes nap (Acea frumoasă zi luminoasă) (piesă de teatru)
- 1977 – Régimódi történet (Poveste de modă veche) (roman)
- 1980 – Kívül a körön (În afara cercului) (eseuri, studii, critici)
- 1984 – Béla király (Regele Béla) (trilogie dramatică)
- 1987 – Az ajtó (Ușa) (roman)
  - – Az öregség villogó csúcsain (Pe culmile scânteietoare ale bătrâneții) (traduceri alese)
- 1990 – A pillanat. Creusais (Clipa. Creusida) (roman)
- 1999 – Mézescsók Cerberusnak (Sărut dulce lui Cerber) (memorii)
- 2000 – Merszi, Möszjő (memorii)
- 2002 – Für Elise (roman autobiografic)

## Opere traduse
Mai multe opere ale Magdei Szabó au fost traduse în 34 de limbi: arabă, azeră, bulgară, catalană, cehă, croată, daneză, ebraică, engleză, estoniană, finlandeză, franceză, georgiană, germană, greacă, hindi, italiană, japoneză, letonă, lituaniană, neerlandeză, norvegiană, poloneză, portugheză, română, rusă, sârbă, slovacă, slovenă, spaniolă, suedeză, turcă, ucraineană și vietnameză.
În română au apărut:
- Căprioara [Az őz] (traducere de József Czinczár), București, Editura pentru literatură universală, 1967
- Spuneți-i Zsόfiei [Mondják meg Zsófikának] (traducere de Jenő Hadai și Horia Aramă), București, Editura Albatros, 1974
- Pilat [Pilátus] (traducere de László Hegedűs), București, Editura Univers, 1985
- Зиуа де наштере (Ziua de naștere) [Születésnap] (traducere de E. Moraru), Chișinău, Literatura artistică, 1987
- Abigel [Abigél] (traducere de Anamaria Pop), Iași, Institutul European, 2004
- Ușa [Az ajtó] (traducere de Andrei Dósa), București, Editura ALLFA, 2015